# Takács Miklós (politikus)
Takács Miklós (saári) (Szombathely, 1906. – Szombathely, 1967.) szociáldemokrata politikus, erdész, erdészeti és méhészeti szakíró, a saári Takács család tagja.

## Pályafutása
Takács Károly ácsmester és Leibinger Terézia fiaként született. Apja példáját követve ácsmesterséget tanult, majd 1935-ben Győrött erdészeti akadémiát végzett, s előbb Csepregen majd Kőszegpatyon, Nemescsóban, Pusztacsóban és Benkeházán lett az állami erdők felügyelője. A két világháború között számos erdészeti és méhészeti témájú írása jelent meg magyar és német szaklapokban.
1944-45-ben, mikor Szálasi Ferenc kormánya Kőszeg térségében működött, Takács elérte, hogy több zsidó munkaszolgálatost és hadifoglyot az erdészet rendelkezésére bocsássanak, ezáltal megmentve őket a nyilasoktól. A háború után a Szociáldemokrata Párt tagja lett, s részt vett a földreform kidolgozásában. Polgári demokratikus elkötelezettsége miatt azonban 1948-ban kizárták a Szociáldemokrata Pártból "demokrácia- és kommunistaellenes magatartása miatt", gyakorlatilag azért, mert Kéthly Annához hasonlóan ellenezte a szociáldemokraták erőszakos egyesítését a kommunista párttal. Az 50-es években több alkalommal mint a "klerikális reakció" képviselőjét elhurcolta és megkínozta az ÁVH. 1956-ban a Nagy Imre-kormány idején részt vett a Szociáldemokrata Párt újjászervezésben, amiért a forradalom leverése után letartóztatták, de végül szabadon engedték. Takács Miklós 1967-ben halt meg szülővárosában.